# Уррака Фернандес Кастильская
Урра́ка Ферна́ндес (исп. Urraca Fernández; умерла в 1007) — инфанта Кастилии, супруга двух королей Леона и королева Наварры.

## Семья
Уррака была дочерью легендарного Фернана Гонсалеса, графа Кастилии и Бургос, и его жены Санчи Санчес Наваррской.
Первым мужем Урраки был король Леона Ордоньо III. Брак был инициирован Фернаном Гонсалесом и был заключен в 951 году. Однако в 952 году Фернан поддержал мятеж принца Санчо против Ордоньо III, и в 956 году муж изгнал Урраку. В браке она родила двоих или троих детей:
- Ордоньо (умер в младенчестве);
- Тереза (монахиня);
- (возможно) Бермудо II, король Леона[2].

В 958 году, после смерти Ордоньо III, она была снова выдана замуж — за Ордоньо IV, и опять при поддержке Фернана Гонсалеса, возглавившего мятеж против Санчо I. Ордоньо IV умер в 960 году. Из детей, рожденных во втором браке, известен только Гарсия Ордоньес.
Её третий и самый важный брак был заключен в 962 году. Мужем Урраки стал Санчо II Абарка, ставший в 970 году королём Наварры. В браке с ним Уррака родила четверых детей:
- Гарсия Санчес II, преемник отца
- Рамиро (умер 992)
- Гонсало, граф Арагонский
- Абда (Уррака) Басконская, выданная за кордовского военачальника Альманзора, впоследствии ушла в монастырь.

После смерти Урраки в 1007 году тело королевы было погребено в монастыре Коваррубиас (Covarrubias). На камне над могилой высечены королевский герб и надпись, сделанная латиницей в XVII веке. Саркофаг с телом накрывает крышка с гербом Кастилии и Леона с обеих сторон.

## Комментарии
1. ↑  Двоюродный брат предыдущего мужа Урраки — Ордоньо III: оба они были внуками Ордоньо II и его жены Эльвиры Менендес.